# Episodi di Reacher (terza stagione)
La terza stagione della serie televisiva Reacher, ispirata dal settimo romanzo intitolato La vittima designata, è composta da 8 episodi, i primi 3 episodi sono disponibili dal 20 febbraio 2025 su Prime Video.
| nº | Titolo originale       | Titolo italiano         | Pubblicazione    |
| -- | ---------------------- | ----------------------- | ---------------- |
| 1  | Persuader              | La vittima designata    | 20 febbraio 2025 |
| 2  | Truckin'               | Trasporto               | 20 febbraio 2025 |
| 3  | Number 2 with a Bullet | Numero 2 con proiettile | 20 febbraio 2025 |
| 4  | Dominique              | Dominique               | 27 febbraio 2025 |
| 5  | Smackdown              | Batosta                 | 6 marzo 2025     |
| 6  | Smoke on the Water     | Smoke on the water      | 13 marzo 2025    |
| 7  | L.A. Story             | Si va a Los Angeles     | 20 marzo 2025    |
| 8  | Unfinished Business    | Affari incompiuti       | 27 marzo 2025    |

## La vittima designata
- Titolo originale: Persuader
- Diretto da: Sam Hill
- Scritto da: Scott Sullivan

### Trama
In una città universitaria del Maine, Reacher aiuta un ragazzo che stava per essere rapito sparando al rapitore. Nella concitazione degli eventi, Reacher spara accidentalmente a un poliziotto: si scatena un inseguimento. Il ragazzo, che si chiama Richard Beck, rivela a Reacher di essere già stato rapito in passato e che suo padre aveva pagato il riscatto solo quando i rapitori gli avevano amputato un orecchio. Richard, ancora scosso, prega Reacher di accompagnarlo a casa da suo padre, Zachary Beck. Zachary ringrazia Reacher per aver salvato il figlio ma è sospettoso nei suoi confronti. Dopo aver fatto delle indagini su di lui, Zachary offre a Reacher un lavoro ma solo se dimostra di obbedire agli ordini e di avere sangue freddo giocando alla roulette russa. Reacher accetta e viene assunto nella sicurezza. Un flashback mostra che Reacher in realtà lavora sotto copertura per Susan Duffy, una agente della DEA che lo ha reclutato per trovare una sua agente sotto copertura scomparsa, Teresa Daniels: il tentato rapimento è stata un messinscena organizzata con Susan e i suoi colleghi Villanueva ed Eliot. Durante la prima notte in casa Beck, Reacher riesce a scoprire un nascondiglio sotterraneo, ora vuoto, dove trova traccia del passaggio di Teresa.

## Trasporto
- Titolo originale: Truckin'
- Diretto da: Sam Hill
- Scritto da: Penny Cox

### Trama
Quando Duffy apprende da Reacher che Teresa è in pericolo, picchia la guardia del corpo che tengono prigioniera per scoprire cosa hanno intenzione di fare con Teresa, ma la guardia del corpo afferma di non saperlo. Reacher ha una breve colluttazione con la massiccia guardia del corpo Paulie prima che la guardia capo di Zachary, Chapman Duke, mandi Reacher a controllare le auto sequestrate nel deposito della polizia. Reacher chiama Duffy per dirle che potrebbe essere un problema per la storia del rapimento dal momento che non ci vedrebbero tracce di sangue nell'auto della guardia del corpo; Duffy va al deposito auto per cercare di recuperare l'auto. Uno dei soci di Zachary, Angel Doll, nota l'auto della guardia del corpo ma Duffy ha cambiato la targa. Duke ordina a Reacher di prendere un camion per New London, nel Connecticut. Reacher chiama Neagley per indagare sulle persone con cui lavora. Reacher incontra Duffy per controllare il rimorchio per droga o il corpo di Teresa, ma trovano solo tappeti. Tornato nel Maine, Doll interroga Reacher sulle sue azioni nel cortile e sul rapimento e, quando Doll cerca di raccontare a Duke i suoi sospetti, Reacher gli sbatte la testa su una scrivania ed un puntale porta carte gli penetra nel cranio uccidendolo.

## Numero 2 con proiettile
- Titolo originale: Number 2 with a Bullet
- Regista: Gary Flader
- Sceneggiatore: Cait Duffy

### Trama
Dopo essere tornato da New London, Reacher incontra Zachary che gli chiede chiarimenti su un messaggio di Doll. Reacher cerca di fargli credere che i suoi soci stiano cercando di tradirlo e che dovrebbero ucciderli, ma Zachary non lo ascolta. Dopodiché, Reacher dice a Duffy che necessita di un'auto per tornare al magazzino dove ha ucciso Doll. Quando Reacher arriva al punto d'incontro, Duffy gli dice che andrà con lui a cercare Teresa e Reacher accetta con riluttanza. Al magazzino, Reacher e Duffy cercano Teresa e rimuovono le tracce di Doll; arrivano due uomini e Reacher e Duffy li uccidono. Duffy usa le impronte di Doll per prendere possesso del suo portatile. Il giorno dopo, Reacher deve fare da scorta a Richard durante una sua passeggiata in città. Reacher lo difende da alcuni delinquenti e Richard gli racconta che il capo di Zachary, Julius McCabe, tiene sotto ricatto lui e suo padre. Quando Reacher torna a casa, si reca con Duke e Zachary in una baita, presumibilmente il nascondiglio del rapitore (in realtà, un rifugio della DEA). Reacher coglie l'occasione per uccidere Duke, simulare una sparatoria e far saltare in aria la casa; in macchina, conquista Zachary e diventa il suo numero due.

## Dominique
- Titolo originale: Dominique
- Regista: Sam Hill
- Sceneggiatura: Lillian Wang

### Trama
Reacher si dirige a casa di Duffy dopo essersi guadagnato la fiducia di Zachary. Scopre dalle foto scattate dagli agenti che Julius McCabe è Xavier Quinn, creduto morto. In seguito alla rivelazione, Reacher racconta a Duffy di aver assunto un nuovo partner, Dominique Kohl, per indagare su un caso che coinvolge Roland Gorowski. Alla fine costringono Gorowski a informarli di lavorare per Quinn, vendendo segreti di stato perché Quinn ha minacciato la sua famiglia. Reacher e Kohl, insieme ad Anthony "Tony" Frasconi, intercettano uno degli acquirenti di Quinn, un uomo d'affari siriano, Safwan Qasim, che costringono ad aiutare a catturare Quinn. Avendo prove per incriminarlo, Reacher permette a Kohl di arrestare Quinn. Quinn invece rapisce Kohl, e il suo comandante Leon Garber lo informa di ciò. Nella sua ricerca, Reacher trova Frasconi morta in una casa e in seguito trova il corpo insanguinato di Kohl impiccato in un fienile;  Quinn l'ha brutalmente assassinata. Reacher trova Quinn e gli spara per rappresaglia, apparentemente uccidendolo. Tornato al presente, Zachary manda Reacher in una fabbrica dove hanno trovato il portatile di Doll e dove si trova Duffy. Reacher si dirige alla fabbrica mentre tre uomini di Quinn arrivano lì.

## Batosta
- Titolo originale: Smackdown
- Regista: Sam Hill
- Sceneggiatura: Michael J. Gutierrez

### Trama
Quando Reacher non riesce a contattare Duffy, chiama Eliot per raggiungere il numero dell'azienda. La telefonata di Eliot mette in allerta i polizziotti: scoppia una sparatoria tra gli uomini di Quinn e Duffy e Villanueva; Reacher aiuta Duffy e Villanueva a fuggire. Alla baita, la guardia del corpo prigioniera riesce a uccidere Eliot e a fuggire. Dopo aver scoperto che i federali li stanno spiando, gli uomini di Quinn si introducono in casa. Quando Duffy trova Eliot morto e la guardia del corpo è fuggita, chiama Reacher per avvertirlo e portarlo via dalla casa, ma Reacher elabora un piano che coinvolge Villanueva. Duffy stacca la corrente e Reacher usa Villanueva come esca per uccidere la guardia del corpo. Tornati a casa, Zachary informa Reacher che Annette, la cameriera, era un'infiltrata dell'ATF e che Paulie l'ha uccisa accidentalmente.
Reacher dice a Duffy che diversi agenti federali li stanno spiando e che Quinn traffica in armi da fuoco, non in droga. La mattina seguente, Zachary informa Reacher che devono recarsi in una fabbrica. Reacher e Zachary arrivano per incontrare Quinn.

## Smoke on the Water
- Titolo originale: Smoke on the water
- Regista: Sam Hill
- Sceneggiatura: Scott Sullivan

### Trama
Quinn incontra Zachary e lo accusa di avere inconsapevolmente una talpa dell'ATF all'interno dell'organizzazione. A causa dell'amnesia retrograda causata da Reacher, Quinn non ha alcun ricordo di lui e si presenta a lui usando il suo alias McCabe. Quinn incontra un mafioso russo; Reacher scopre che Quinn è in pericolo. Successivamente, Reacher si reca in città con Richard per incontrare Duffy e restituirle il distintivo; Reacher e Duffy si baciano e Richard capisce che Reacher è una talpa. Quinn manda degli uomini a uccidere tutti coloro che indagano su di lui, incluso Neagley; Neagley li uccide e lo dice a Reacher. Quinn arriva a casa di Zachary per interrogarlo sull'esercito americano che lo sta indagando; Zachary gli dice che detta unità era di Reacher. Quinn manda Paulie a uccidere Reacher, ma questi fugge, dando inizio a un inseguimento. Reacher uccide tutti gli uomini nella foresta tranne Paulie e si rifugia in una lavanderia a gettoni.  Quinn punisce Zachary costringendo Richard a giocare alla roulette russa prima di far tagliare l'orecchio a Zachary da Paulie. Reacher e Duffy cercano Teresa a Port Rome, ma Harley, un membro della squadra di sicurezza di Zachary, sostiene che Quinn abbia cambiato tutto dopo la fuga di Reacher; uccidono Harley e poi si recano a Los Angeles.

## Si va a Los Angeles
- Titolo originale: L.A. Story
- Regista: Sam Hill
- Sceneggiatura: Penny Cox e Cait Duffy

### Trama
Neagley interroga Costopoulos, l'uomo che ha assoldato i suoi aggressori: le racconta che in passato Quinn ha sterminato una famiglia quando ha compreso che gli affari erano compromessi; con ogni probabilità ora sta per fare lo stesso con la famiglia Beck. Reacher e Duffy, a Los Angeles, rintracciano Darien Prado, uno spacciatore che lavora per Zachary e che Duffy aveva precedentemente cercato di arrestare prima di andare da Reacher; i due fanno sesso. Reacher e Duffy intercettano Darien in un club e lo ricattano per convincerlo a collaborare. Lui chiama Zachary per un incontro, ma Reacher e Duffy lo tradiscono ugualmente. Zachary incontra Neagley, su ordine di Reacher, e le dice che lui e suo figlio sono in pericolo. Quinn fa visita a Teresa, la prigioniera, e la droga. Reacher e la squadra scoprono che le armi vengono vendute ad acquirenti yemeniti e che un atto terroristico verrà compiuto negli Stati Uniti. Zachary si scusa con Richard per il suo errore e promette che lo proteggerà a tutti i costi.  Zachary informa Reacher dell'ora e del luogo dello scambio. Duffy e Villanueva coinvolgono l'ATF, con grande riluttanza di Reacher. Durante una chiamata con Neagley, Reacher scopre che lo scambio si sta effettivamente svolgendo a casa di Zachary, e che il luogo in cui si trovano è una trappola.

## Affari incompiuti
- Titolo originale: Unfinished Business
- Regista: Sam Hill
- Sceneggiatura: Scott Sullivan

### Trama
Gli scagnozzi di Quinn tendono un'imboscata alla squadra dell'ATF e li eliminano tutti, ma Reacher, Duffy e Villanueva li uccidono e salvano Zachary, lasciando vivi un autista per intrufolarsi in casa. Dopo un intenso e brutale combattimento, Paulie muore dopo aver sparato con una mitragliatrice appositamente manomessa da Reacher. Duffy salva Teresa dagli acquirenti, mentre Villanueva trova Richard. Quando Reacher uccide gli uomini di Quinn, Quinn uccide gli acquirenti e prende in ostaggio i loro soldi e Richard. Quinn viene affrontato da Zachary, che gli punta contro la pistola giocattolo; quando questa non funziona, Quinn uccide Zachary e se ne va senza i soldi. Quinn viene affrontato fuori dalla casa dal gangster russo Taktarov e dai suoi uomini. Reacher e Neagley offrono a Taktarov i soldi in cambio di Quinn, e loro accettano. Reacher ricorda a Quinn di Kohl prima di giustiziarlo.  In seguito, Reacher dice addio a Neagley e Duffy; Richard prende i soldi rimasti a suo padre prima di sparire; Duffy restituisce Teresa alla nonna prima di dimettersi dalla DEA, e lei e Villanueva rendono omaggio ai genitori di Eliot; Villanueva si riunisce alla moglie e Reacher se ne va in motocicletta.